# Палата бюргеров
Палата бюргеров (House of Burgesses) — избирательный представительный орган Генеральной ассамблеи Виргинии, законодательная палата колонии Виргиния. С появлением Палаты бюргеров в 1642 году виргинская Ассамблея превратилась в двухпалатный государственный орган. С 1642 по 1776 год Палата действовала вместе с губернатором, назначаемым королём, и с верхней палатой Ассамблеи — Советом штата. Когда в 1776 году на V Виргинском конвенте Виргиния провозгласила независимость от Великобритании и превратилась в независимый штат, Палата бюргеров была преобразована в Палату делегатов (House of Delegates), которая действует по сей день как нижняя палата Генеральной Ассамблеи.

## Название
Первоначально слово Burgess было синонимом слова «бюргер» (burgher или bourgeois), но со временем стало обозначать выборного представителя в местном органе управления.

## Ранние годы
Колония Виргиния была основана английской Виргинской кампанией и сначала была частной колонией, действующей с санкции короля. В первые трудные годы колонии существовала жёсткая административная и судебная система, которая была необходима, чтобы справиться с проблемами: эпидемиями, нападениями индейцев и неурожаями. Колонии требовалось увеличить население, и для этих целей в 1618 году руководство Компании выдало новому губернатору сэру Джорджу Ердли особые инструкции, известные как «Великая хартия». Согласно хартии, эмигранты, которые сами оплатили переезд, получали 50 акров земли, а гражданские власти получали контроль над военными. Действуя по этим инструкциям, губернатор Ердли в 1619 году организовал выборы 22-х представителей (burgesses) в селении Джеймстаун. Эти представители вместе с губернатором и Советом из 6-ти человек сформировали первое однокамерное правительство колонии — Генеральную ассамблею. Губернатор имел право вето на решения ассамблеи и Компания в целом сохраняла контроль над колонией, но поселенцы всё же получили некоторый допуск к делам колонии и, в частности, к её финансам. Примерно в то же время (1620) была создана аналогичная Ассамблея на Бермудах.
30 июля 1619 года губернатор Ердли впервые созвал Ассамблею на сессию в 6 дней в здании церкви в Джеймстауне. Это было первое собрание представительного законодательного органа в Америках. На нём присутствовали представители от Джеймс-Сити, Чарльз-Сити, Хэнрикуса, Кикутана, Мартина-Брэндона, Смитс-Хандрид, Мартинс-Хандрид, плантации Аргэйла, Флоуэрдью, Плантации Лоуна и плантации Уорда. На этой сессии было решено, что Церковь Англии будет официальной церковью колонии, так же были изданы законы, регулирующие торговлю табаком, торговлю с индейцами, законы против азартных игр и сквернословия, и были решены некоторые частные споры между колонистами.
Из-за проблем с индейцами и эпидемиями в 1624 году король отозвал Хартию, и Виргиния стала коронной колонией. Ассамблея продолжала действовать без королевской санкции, но из опасения, что её решения полностью утратят силу, Ассамблея отправила депутатов в Англию с просьбой вернуть Ассамблее официальный статус. Король Карл I не дал ответа, но в 1627 года он обратился к Ассамблее с просьбой урегулировать табачную торговлю, и тем де-факто признал её статус. С этого момента Ассамблея созывалась ежегодно.
В 1634 году Ассамблея разделила колонию на восемь «широв» (англ. shire), которые впоследствии стали называться графствами (округами, англ. county). В 1643 году число округов было увеличено до 15. Все должности в округах были назначаемыми, и только должности депутатов Ассамблеи были выборными. Право голоса имели только белые мужчины, обладающие собственностью. В 1642 году губернатор Уильям Беркли предложил создать двухпалатный орган, что было сразу реализовано. Была созвана Палата Бюргеров, которая собиралась отдельно от Совета штата. Беркли был сторонником диверсификации экономики и рассчитывал на торговлю с Нидерландами, но в Совете Ассамблеи у него были противники (например, Уильям Клейборн), и губернатор стремился создать новый класс лидеров, который бы разделял его взгляды. Палата бюргеров вскоре приняла законы о неприкосновенности своих членов, и к середине века стала почти двойником британского парламента.

## В годы английской революции
В годы Английской революции Палата стала основным органом управления в колонии. Новости о казни короля Карла I пришли в колонию в 1649 году, после чего Ассамблея и лично Беркли объявили о лояльности колонии изгнанному королю Карлу II. В ответ на это Английская республика отправила флот, чтобы блокировать колонию и заставить её подчиниться английскому парламенту. Ассамблея подчинилась 12 марта 1652 года, а затем добилась права выбора губернатора и его совета, что превратила депутатов Палаты в главную политическую силу колонии. В марте 1648 года губернатор Самуэль Мэтьюз попытался распустить Ассамблею, но та не подчинилась. Когда в 1660 году умер Мэтьюз и стало известно о смерти Кромвеля, Палата восстановила Беркли в должности губернатора и объявила себя верховной властью в колонии вплоть до прибытия из Англии комиссии для решения этого вопроса.
После реставрации Стюартов Беркли провёл новые выборы, а затем по неизвестным причинам не проводил их до 1676 года, поэтому депутаты собирались в одном и том же составе с 1661 по 1676 год, что породило прозвище «Долгая Ассамблея» (по аналогии с «Долгим парламентом»). В этот период Палата получила широчайшие полномочия, и даже формировала округа и приходы, на что не имел полномочий английский парламент.

## Восстание Бэкона

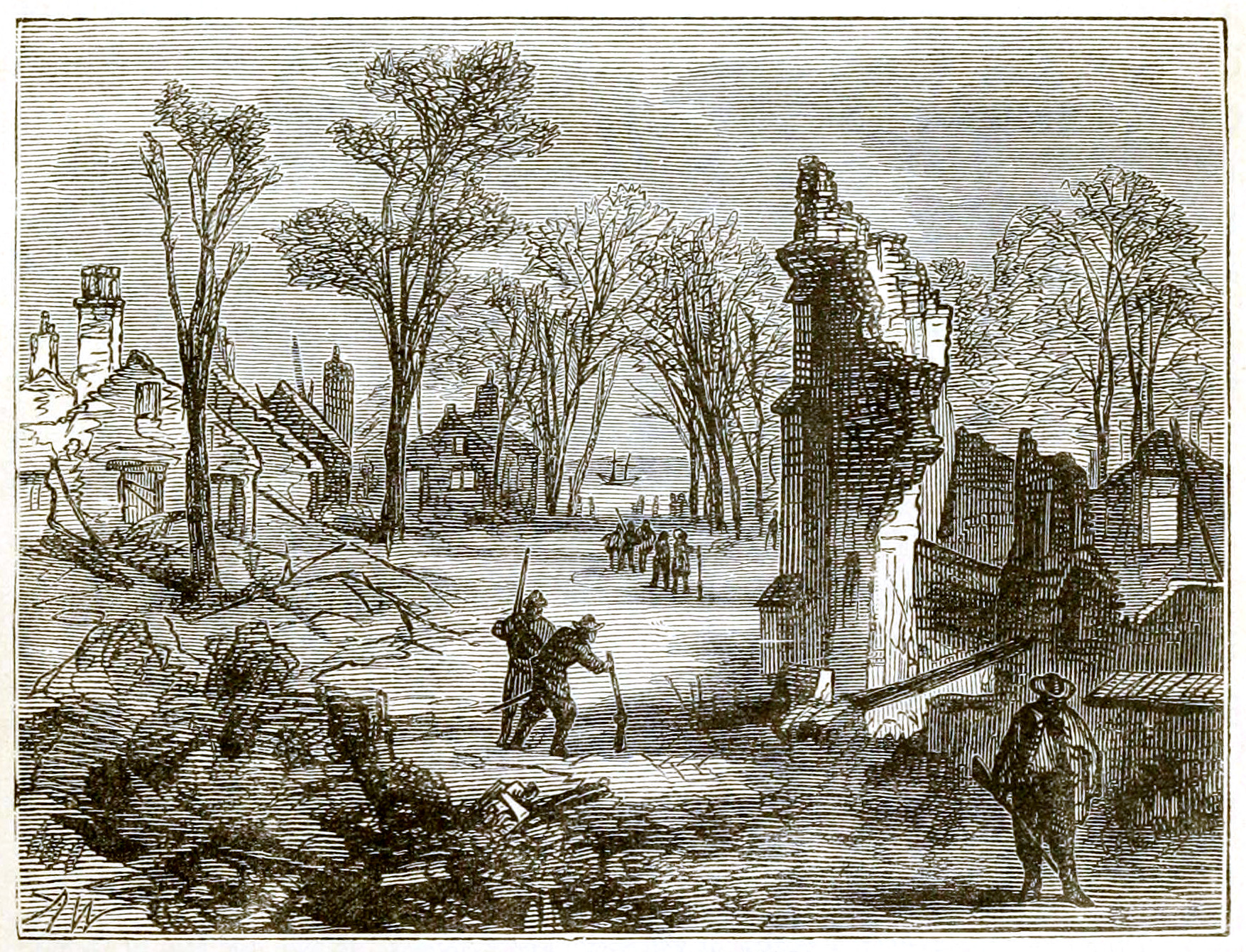
Джеймстаун после пожара 1676 года.

Весной 1676 года Натаниэль Бэкон вопреки воли Беркли собрал вооружённый отряд для войны с индейцами и под его давлением Палата приняла ряд законов, известных как «Законы Бэкона». В частности, был отменён закон 1670 года, согласно которому выбирать делегатов в Палату могли только землевладельцы.
Он так же силой заставил делегатов присвоить ему официальное звание командира. Но конфликт не был исчерпан и 19 сентября 1676 года отряд Бэкона дотла сжёг Джеймстаун.
Карл II отменил ряд законов, принятых в 1676 году, а в последующие 25 лет присланные им губернаторы имели специальные инструкции по ограничению власти Ассамблеи. Постепенно были отменены ежегодные сессии и право вето по некоторым вопросам. Эти меры сильно ослабили Ассамблею, и в последующие годы королевские губернаторы имели больше власти, чем делегаты Палаты.
20 октября 1698 года здание Капитолия в Джеймстауне сгорело, и Палата переехала в Уильямсберг.

## Палата в предвоенные годы
В июле 1758 года, во время подготовки к экспедиции Форбса, прошли выборы делегатов и свою кандидатуру выставил Джордж Вашингтон, который рассчитывал покинуть армию после экспедиции. 24 июля в своё отсутствие Вашингтон получил 309 голосов из 397-ми и стал депутатом от округа Фредерик.